# Escuadrón de Zapadores Paracaidistas
El Escuadrón de Zapadores Paracaidistas (EZAPAC) es una unidad de operaciones especiales del Ejército del Aire español que se encuentra localizada en la Base Aérea de Alcantarilla (Región de Murcia, España).

## Misión

### Cometidos operativos
El EZAPAC tiene la misión de llevar a cabo operaciones aéreas especiales y apoyar en el ámbito de Protección de la Fuerza, las operaciones de las Unidades Aéreas, y cuando se determine, a las Unidades de Fuerzas Aéreas asignadas a la OTAN.
Para cumplir las misiones encomendadas, el Escuadrón desarrolla las siguientes operaciones y apoyo al combate:
- de acción directa o Direct Action (DA), golpes de mano, neutralización y destrucción de objetivos.
- Operaciones de guiado terminal de armamento TGO (Terminal Guidance Operations).
- Destrucción de objetivos de oportunidad o preplaneados (AI, SEAD).
- Control de combate en apoyo de aviones de transporte en lanzamientos paracaidistas y tomas y despegues en pistas no preparadas CCT (Combat Control Team).
- Infiltración de patrullas de información y reconocimiento SR (Special Reconnaissance) que se consideran como inteligencia humana.
- Operaciones de rescate de pilotos en territorio hostil PJ (Pararescue Jumper).
- Instrucción de tripulaciones aéreas en supervivencia, fuga y evasión, rescate de combate, resistencia a interrogatorios y trato de prisioneros.
- Constitución de Equipos de Control Aerotáctico TACP (Tactical Air Control Party) en apoyo CAS (Close Air Support) a las unidades terrestres.
- Apoyo a la evaluación de los sistemas de defensa y seguridad de las unidades aéreas.
- Combate en áreas pobladas FIBUA (Fight in built-up areas).
- Protección física y defensa terrestre dentro del concepto FP/STO (Force Protection/Survive to Operate).
- En los últimos años ha tomado además especial relevancia la misión de Asistencia Militar (MA) en la que desarrollan cometidos de entrenamiento de las fuerzas especiales de diversos países africanos. Especial mención a los ejercicios FLINTLOCK en los que el personal del EZAPAC lleva varios años participando.

### Coordinación con la Fuerza Aérea
Las misiones que desarrollan los miembros del Escuadrón en coordinación con medios aéreos son:
- Controladores de combate (CCTs): apoyo a lanzamientos de personal y carga, y a tomas en pistas no preparadas.
- Equipos TACP (Equipos Tácticos de Control Aéreo): apoyo a misiones CAS (Apoyo Aéreo Cercano) para unidades terrestres.
- Operaciones de recuperación de personal en zona hostil (Personnel Recovery - PR).

## Organización
El núcleo básico son los equipos operativos o SOATU-ALI (Special Operations Air Task Unit), que el Ejército del Aire pone a disposición del Mando Conjunto de Operaciones Especiales. El Escuadrón de Zapadores Paracaidistas (EZAPAC) cuenta además con una jefatura, con su secretaría particular. En su estructura operativa cuenta con tres escuadrillas:
- Escuadrilla de Fuerzas Especiales: Es también denominada SOATU-ALI 1 a 6 (Special Operations Air Task Unit – Air Land Integration). En ella se encuadran los seis equipos operativos (EO) de 16 personas encargados de operaciones aéreas especiales).
- Escuadrilla de Apoyo Operativo: dentro de ella se encuentran las secciones de Almacén General, Armamento, Equipos Especiales (CIS), Automóviles, Sala de Plegados y la SOATU-ALI 8.
- Escuadrilla de Instrucción: también denominada SOATU-ALI 7.

Como se ha indicado anteriormente, existe el órgano auxiliar del mando denominada Secretaría General. Esta se encarga de las siguientes tareas: operaciones, inteligencia, SOALI (Special Operations Air Land Integration) o crear y actualizar la doctrina en operaciones aéreas especiales, recursos, personal y SOATU-ALI 9.
Forman el EZEPAC casi 300 hombres, una quinta parte de ellos son mandos y oficiales, el resto tropa profesional. Todos ellos han pasado el curso de paracaidista y cuentan con una o más especialidad: seguridad y defensa, ofimática, armero, auxiliar de abastecimiento, cartografía e imagen, operador de equipo de telecomunicaciones, sanitario, etc. En los equipos operativos solo se encuentran los especialistas de seguridad y defensa y los de operador de equipos de telecomunicaciones.

## Formación y selección

### Selección
Para poder entrar en la unidad es necesario superar el plan de instrucción diseñado para selección de candidatos. Este incluye un curso de paracaidismo si el candidato no lo tiene previamente. El promedio de personal que es admitido se encuentra entre el 30% y el 40%. En 2023 solo una decena de los 40 candidatos que comenzaron la selección lograron superarla.
Los futuros operadores del EZAPAC deben superar un periodo de instrucción de hasta 9 meses de duración. El momento más duro son las dos semanas finales donde se les pide demostrar su valía, capacidad de superación y sacrificio.
- La primera fase consiste en formación básica. Se imparten clases teóricas y prácticas (topografía, marcha, transmisiones, armamento, tiro, vida y movimiento en montaña, instrucción salto paracaidista, adiestramiento físico, defensa personal, etc).
- La segunda fase se centra en profundizar la instrucción general para el combate, mejorar la condición física, tolerancia al cansancio y estrés, trabajo en equipo y espíritu de sacrificio.
- Quién supera las dos fases realiza la instrucción táctica de combate. Son dos semanas en los que se lleva al máximo el estrés y el cansancio para ver cómo pueden reaccionar en una situación de combate real. Solo unos pocos superan esta dura fase final que busca llevar al candidato a su límite físico y psicológico.

Los oficiales y suboficiales que solicitan entrar deben seguir un plan específico de formación que sigue la misma línea de materias y evolución que el de la tropa. Muchos de ellos ya ha pasado por la Unidad en destinos anteriores, han sido profesores de las ETESDA o han superado el Curso de Mandos de Operaciones Especiales de la EMMOE.

### Formación
La formación del operador abarca varias áreas siendo imprescindible para su ingreso en la Unidad, el superar los cursos de paracaidismo correspondientes y cumplimentar los planes de instrucción necesarios.
La formación técnica obligatoria abarca las siguientes áreas:
- Paracaidismo: apertura automática, manual (caída libre) HALO-HAHO (alta cota con uso de oxígeno)
- Manejo de armamento: individual y colectivo.
- Manejo de equipos de Transmisiones VHF, UHF, HF y SATCOM.
- Técnicas de combate: diurno y nocturno.
- Técnicas de esquí y vida y movimiento invernal.
- Vida y movimiento en montaña: escalada, rápel, Fast-Rope.
- Topografía y orientación: diurna y nocturna.
- Actividades anfibias y subacuaticas: boga de combate, buceo, manejo de embarcaciones con motor, trabajo en superficie.
- Técnicas de supervivencia, evasión, resistencia, escape y rescate (SERER) tanto en combate como en el mar, resistencia a interrogatorios y trato de prisioneros.
- Conducción de aeronaves en misiones tácticas.
- Socorrismo y primeros auxilios de TCCC.
- Conducción de vehículos.
- Inteligencia táctica.
- Acciones Especiales.
- Operaciones Especiales (Táctica).

El EZAPAC prepara y mantiene activado para la Fuerza Conjunta de Reacción Rápida de España (FCRR), un Equipo Operativo con su Plana Mayor, un equipo TACP y un equipo de tiradores de precisión.
Parte del entrenamiento es el trabajo conjunto con el Mando de Operaciones especiales (MOE) del Ejército, la EADA, la  FGNE de la Infantería de Marina o el Grupo Especial de Operaciones (GEO) de la Policía. También incluye unidades extranjeras como el Batallón Coronel Moschin del Ejército italiano, el 9.º Regimiento de Dragones Paracaidistas francés, los equipos SEAL n.º 8, 9 y 10 de la US Navy, el Special Air Service (SAS) británico, los Special Group 1.º,3.º y 10.º del US Army, los Commandos portugueses o miembros del 3/21 Special Force de la USAF.

## Armamento y equipo

### Armamento individual
- Pistola semiautomática HK USP Compact  con silenciador 9 mm
- Subfusil FN P90 de 5,7 mm
- Subfusil HK MP7 con visor de punto rojo de 4,6x30 mm[1]
- Fusil de asalto Heckler & Koch G36 KV
- Fusil de asalto Heckler & Koch G36 L (Spotter equipo de tiradores de precisión)
- Escopeta Remington 870
- FN Minimi Para calibre 5,56 mm
- FN MINIMI MK3 - 7.62x51mm NATO
- FN MINIMI MK3 - 5.56x45mm NATO
- FN MAG de calibre 7,62 mm
- Browning M2 de calibre 12,70 mm
- MG42
- Accuracy International AW-AWF .308 de 7,62 mm
- anti material Accuracy .50 de 12,70 mm
- Accuracy AX.338 en calibre 8,6x70 mm
- Barrett M107 del 12,7 OTAN (con dirección de tiro BORS)
- Heckler & Koch AG36 con lanzagranadas de 40 mm integrado.
- Lanzacohetes C-100
- Lanzacohetes C-90C

### Vehículos
- URO VAMTAC S3,S4,S5
- RG-31 Nyala
- Lince Iveco LMV
- Para movilidad aérea se cuenta con los helicópteros AS-332B Super Puma del 803 Escuadrón (Ala 48), en sustitución progresiva por los NH-90,   y los C-295 del Ala 35.

## Historia

### Antecedentes
En 1946 se acuerda en España la necesidad de formar unidades aerotransportadas, capaces de saltar detrás de las líneas enemigas. El modelo que se tenía en mente era el Grupo de Asalto alemán, unidad paracaidista de élite de la Segunda Guerra Mundial. Así nace la Primera Bandera de la Primera Legión de Tropas de Aviación. Esta 1.ª Bandera nunca llegó a realizar el curso de paracaidismo ni contó con el material necesario. En 1947 la 1.ª Bandera se constituye como unidad independiente y pasa a ser la Primera Bandera de Paracaidistas de Aviación, que realiza el curso de paracaidismo hasta abril de 1948.
En 1953 la unidad pasó a ser el 1.er Escuadrón de Paracaidistas y tuvo su bautismo de fuego en Ifni (1957-1958). Ahí realizaron saltos de combate desde aviones franceses en La Hagunia y Smara. El 8 de diciembre de 1957 la unidad entra en combate por primera vez, al defender su posición frente a los rebeldes del Ejército de Liberación de Marruecos.
España seguía el modelo alemán de La guerra y la unidad estaba encuadrada dentro del Ejército del Aire. Posteriormente se siguió el modelo americano, con la Brigada Paracaidista dentro del Ejército de Tierra.

### Fundación
En 1965 el 1.er Escuadrón pasa a ser la Escuadrilla de Zapadores Paracaidistas (EZAPAC), unidad independiente y dependiendo del Mando Aéreo Táctico (MATAC). Cambió su ubicación al Aeródromo de Alcantarilla.

### España
En 1975 la unidad colabora en la Operación Golondrina para la evacuación del Sahara español. La EZEPAC se traslada a la Base Aérea de Gando hasta diciembre de 1975.
A finales de los 70 y principios de los 80 la unidad se esfuerza en aumentar su nivel en instrucción, medios y procedimientos en lanzamientos a gran altura, gracias a los cursos impartidos por la Fuerza Aérea de Estados Unidos.
En 1983, gracias a la experiencia acumulada en supervivencia, fuga y evasión, rescate de combate y resistencia, se le asignó como cometido secundario la instrucción de tripulaciones aéreas.
Desde 1987 y hasta 1991, la unidad participó en destacamentos del Servicio de Búsqueda y Salvamento (SAR) en La Coruña con misiones de rescate marítimo. En 1987, 1988 y 1989 la Escuadrilla colaboró en las  campañas de ayuda en las inundaciones ocurridas en Murcia.
En 1994 se reestructura la Unidad, aumentando su plantilla y medios, y su el rol principal asignado pasa a ser Fuerza de Operaciones Especiales. La boina negra paracaidista fue sustituida en 1997 por la boina verde, habitual en las unidades de operaciones especiales de muchos países occidentales. Durante 1995 se comenzó a la Unidad de Operaciones Especiales (UOE) de la Armada en técnicas de infiltración paracaidistas a gran altura, siguiendo en 1999 con la Unidad Especial de Buceadores de Combate (UEBC).
En 2002 la Escuadrilla de Zapadores Paracaidistas se convierte en Escuadrón de Zapadores Paracaidistas. El EZAPAC es reconocido como unidad de fuerzas de operaciones especiales y va incrementando su nivel de entrenamiento, recibiendo nuevo material y mejorando sus técnicas de acuerdo a las doctrinas OTAN.
En 2006 el Escuadrón pasa a formar parte de las unidades de combate del Ejército del Aire.

### Extranjero
- El EZAPAC realiza sus primeras misiones internacionales. Namibia (1989-90) fue la primera. Un destacamento quedó bajo el mandato de la ONU para ofrecer seguridad al destacamento del Ejército del Aire.

- Bosnia (1993-2000). El EZAPAC participó en las misiones de IFOR y SFOR en Bosnia destacando ininterrumpidamente equipos TACP/FAC con relevos de tres meses. Los equipos desplegaban a diversas ubicaciones clasificadas desde el cuartel general de la brigada en Medjugorje.

- Ruanda (1994). Se realizaron tareas de escolta a aviones de transporte y de búsqueda para la ubicación de campamentos de refugiados.

- El EZAPAC desplegó destacamentos en el exterior para protección de los P-3 Orión del Grupo 22 en Yibuti dentro de la Operación Libertad Duradera en 2002-04.

- En 2004 se realiza el primer destacamento en Mazar-i-Sharif. Se destaca un equipo TACP.

- Desde el 2005 en el marco de la operación ISAF se despliega en las provincias de Herat y Badghis un equipo de rescate del EZEPAC junto con los Superpuma del Ala 48. La experiencia resultó en la expansión de las capacidades del EZAPAC. El último contingente regresó a España en noviembre de 2013.

- Desde 2015 el EZAPAC participó en la misión en Irak de adiestrar y capacitar a las fuerzas y cuerpos de seguridad iraquíes en su lucha contra el ISIS en la Base Gran Capitán en Besmayah , a las afueras de Bagdad, dicha misión cesó temporalmente por el empeoramiento de las condiciones de seguridad y la pandemia del COVID 19 que interrumpió las actividades de instrucción.

- En 2016 con el objetivo de fortalecer las capacidades militares en el área del Sahel el EZAPAC se encargó de la formación de una Unidad de Operaciones Aéreas Especiales en la Fuerza Aérea Senegalesa, que alcanzó su capacidad operativa final en 2017.